# ساتبریج (ماساچوست)
ساتبریج، ماساچوست
ساتبریج(به انگلیسی: Southbridge) شهری در شهرستان ورچستر ایالت ماساچوست می‌باشد که در سال ۱۸۱۶ بنیان‌گذاری شده‌است. این شهر در سرشماری سال ۲۰۱۰ میلادی، ۱۶٬۷۱۹ نفر جمعیت داشته‌است.